# Aminoaciltransferaza
Aminoaciltransferaze (EC 2.3.2) su aciltransferazni enzimi koji deluju na amino grupu. Na primer, aminoacil tRNK sintetaze napadaju aminokiseline tako što ih esterifikuju sa korespondirajućom tRNK. Za aktivaciju aminokiselina sa aminoacil-tRNK synthetazom neophodna je hidroliza ATP do AMP plus PPi. Aminoacil-tRNK molekul je blisko srodan sa faktorima elongacije, poput EF-Tu.
Peptidil transferaze su takođe tip aminoaciltransferaza. One katalizuju formiranje peptidnih veza, kao i hidrolitički korak koji dovodi do odvajanja novo sintetisanih proteina od tRNK.

## Spoljašnje veze
- Aminoacyltransferases на 